# Eriko Hatsune
Eriko Hatsune (Tokyo, 24 marzo 1982) è un'attrice giapponese.
È celebre per aver partecipato a A Complete Unknown (2024), Emperor (2012) e Gacchaman (2013)

## Biografia
La sua carriera è iniziata nel 1998, quando è apparsa in diversi spot televisivi. All'età di 18 anni ha interpretato la protagonista femminile nel film Uzumaki, e ha anche avuto un ruolo da protagonista nel film Emperor del 2012.

## Filmografia

### Cinema
- Uzumaki, regia di Higuchinsky (2000)
- Kubitsuri kikyuu, regia di Issei Oda (2000)
- Long Dream, regia di Higuchinsky (2000)
- Oshikiri, regia di Zenboku Sato (2000)
- Apartment 1303, regia di Ataru Oikawa (2007)
- Creep, regia di Kô Sakai (2007)
- Norwegian Wood, regia di Anh Hung Tran (2010)
- Mitsuko kankaku, regia di Kenji Yamauchi (2011)
- Gâru, regia di Yoshihiro Fukagawa (2012)
- Emperor, regia di Peter Webber (2012)
- Gacchaman, regia di Tôya Satô (2013)
- Bannou kanteishi Q: Mona Riza no hitomi, regia di Shinsuke Satô (2014)
- 25, regia di Tsutomu Kashima (2014)
- Under Execution, Under Jailbreak, regia di Nei Hasegawa (2015)
- Tsuki to kaminari, regia di Hiroshi Ando (2017)
- Wî â Ritoru Zonbîzu, regia di Makoto Nagahisa (2019)
- A Complete Unknown, regia di James Mangold (2024)

### Televisione
- Rabirinsu - Serie TV, 11 episodi (1999)
- Kimi ga oshiete kureta koto - Serie TV, 12 episodi  (2000)
- Ai wa seigi - Serie TV, 1 episodio 1x08 (2001)
- Iryû: Team Medical Dragon - Serie TV, 9 episodi (2010)
- Control: Hanzai shinri sousa - Serie TV, 2 episodi 1x04,1x05 (2011)
- Ohisama - Serie TV, 11 episodi (2011)
- Makete, katsu: Sengo wo tsukutta otoko Yoshida Shigeru - Mini Serie TV, 1 episodio, 1x01 (2012)
- Watashi wo Mitsukete - Mini Serie TV, 4 episodi (2015)
- Kounodori - Serie TV, 3 episodi (2017)